# Abram Model
Abram Iacovlevitx Model (en rus: Абрам Модель); Daugavpils, 23 d'octubre de 1896 – Leningrad, 16 de febrer de 1976) fou un jugador d'escacs rus, actiu en el període entre les dues guerres mundials. Va desenvolupar la seva carrera escaquística sota bandera soviètica, i fou un dels primers entrenadors del futur Campió del món Mikhaïl Botvínnik.

## Biografia
Nascut a Daugavpils (llavors part de l'Imperi Rus, i actualment, Letònia), va mudar-se a viure a Petrograd, Rússia (més tard, Leningrad, URSS). Tenia el títol de mestre soviètic d'escacs, tot i que li va ser retirat per les autoritats soviètiques quan els seus resultats van empitjorar.
A Leningrad, hi va fer d'entrenador de Botvínnik. Conjuntament, varen analitzar en profunditat la Variant Winawer de la defensa francesa, que llavors es considerava inferior per a les negres, però que Botvínnik va jugar amb gran èxit.

## Resultats destacats en competició
Assolí la tercera plaça al Campionat d'escacs de la Unió Soviètica de 1927. El 1928 fou desè al 6è Campionat de Leningrad. Durant la II Guerra Mundial va guanyar el 18è Campionat de Leningrad, el 1944.